# Correva l'anno di grazia 1870
Pour plus de détails, voir Fiche technique et Distribution.
Correva l'anno di grazia 1870 est un film italien d'Alfredo Giannetti  sorti en 1972.

## Synopsis
À Rome en 1870, Augusto Parenti est un prisonnier politique dans les prisons papales. Sa femme Teresa lui rend visite et tente de le persuader de demander le pardon au pape, mais il ne veut pas se rétracter et espère que le peuple se soulèvera bientôt pour libérer Rome et achever ainsi l'unification de l'Italie sous un seul drapeau. Teresa doit subvenir aux besoins de son fils Mario, qui est toujours dans la rue à traîner avec ses amis et n'a aucune perspective d'avenir.
Don Aldo, un prêtre pragmatique et ami de la famille, vient voir Teresa et la convainc d'envoyer son fils au séminaire pour qu'il ait une meilleure nourriture et une bonne éducation. Teresa hésite d'abord parce qu'elle craint qu'en agissant ainsi, elle remette en question les idéaux auxquels elle et son mari ont toujours cru, mais elle finit par accepter. Mario est entré au séminaire et, après une période initiale d'ajustement, il s'est adapté à sa nouvelle situation.
Teresa part à la recherche de ses anciens amis patriotes pour réveiller en eux l'esprit et les idéaux révolutionnaires qui brûlaient autrefois dans leur cœur, mais trop de temps a passé et Teresa ne trouve que des personnes désabusées, désormais résignées au statu quo. Seuls elle et son mari emprisonné sont encore convaincus que les choses peuvent changer.
Lorsque les Piémontais entrent dans Rome le 20 septembre 1870, Teresa se rend à la prison pour libérer Augusto. Teresa lui annonce la libération triomphante qu'il avait toujours espérée, et Augusto meurt dans ses bras.

## Fiche technique
- Titre original italien : Correva l'anno di grazia 1870[1] (litt. « C'était l'an de grâce 1870 »)
- Réalisation : Alfredo Giannetti
- Scénario : Alfredo Giannetti
- Photographie : Leonida Barboni
- Montage : Renato Cinquini (it)
- Musique : Ennio Morricone (dirigé par Bruno Nicolai)
- Décors : Francesco Bronzi (it)
- Maquillage : Alberto De Rossi
- Production : Giovanni Bertolucci, Silvia D'Amico Bendicò, Aldo U. Passalacqua
- Sociétés de production : Garden Cinematografica, RAI Cinema, Excelsior 151/2
- Pays de production :  Italie
- Langue originale : italien
- Format : Couleur - Son mono - 35 mm
- Durée : 116 minutes (1 h 56)
- Genre : Drame historique
- Dates de sortie :
  - Italie : 7 janvier 1972

## Distribution
- Anna Magnani : Teresa Parenti
- Mario Carotenuto : Don Aldo
- Osvaldo Ruggeri (it) : Nino Colasanti
- Duilio Cruciani (it) : Mario, leur fils
- Marcello Mastroianni : Augusto Parenti
- Ermelinda De Felice : Sœur Giovanna
- Winni Riva (it) : Sœur Nannina
- Fiona Florence (it) : Regina
- Eugenio Cappabianca (it) : Le cardinal
- Alberto Hammermann : Un prêtre du séminaire
- Alessandro Vagoni : Un prêtre du séminaire
- Gastone Bartolucci (it) : Le notaire
- Franco Balducci : Remo Bezzi
- Massimo Sarchielli (it) : Anselmo le cordonnier
- Aldo Cecconi : Un co-détenu d'Augusto
- Dino Mele (it) : Un co-détenu d'Augusto
- Giulio Paradisi : Un co-détenu d'Augusto
- Silla Bettini (it) : Un co-détenu d'Augusto
- Luciano Bonanni (it) : Un co-détenu d'Augusto